# Boston (együttes)
A Boston egy amerikai rockegyüttes, amely 1976-ban alakult meg. Legnagyobb sikereiket az 1970-es és 80-as években aratták. Az együttes középpontjában Tom Scholz áll, aki gitárosként, producerként, billentyűsként, és dalszerzőként számos olyan slágert írt, amelyet gyakran játszanak a klasszikus rockra specializált rádióadók. A zenekar legismertebb szerzeményei közé tartozik a More Than a Feeling, a Peace of Mind, a Foreplay/Long Time, a Rock and Roll Band, a Smokin, a Don't Look Back, és az Amanda. Az Egyesült Államokban 31 millió albumot adtak el, ebből 20 milliót a debütáló lemezükből, míg 7 milliót a kettes Don't Look Back-ből. Pályafutásuk során öt stúdióalbumot adtak ki. Első, önmagukról elnevezett stúdióalbumuk bekerült az 1001 lemez, amelyet hallanod kell, mielőtt meghalsz című könyvbe.

## Diszkográfia
- Boston (1976)
- Don't Look Back (1978)
- Third Stage (1986)
- Walk On (1994)
- Corporate America (2002)
- Life, Love & Hope (2013)